# 산지 생태계

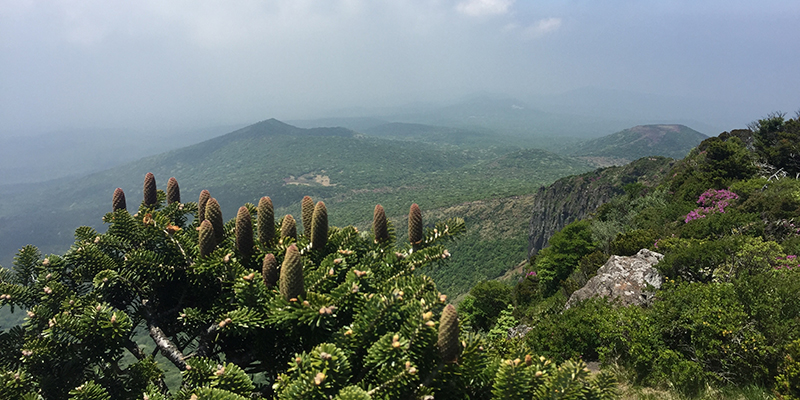
제주 한라산 생태계의 구상나무

산지 생태계(山地生態系)는 산지 및 고지의 생태계이다. 산지에서는 고도가 상승하면서 기온이 떨어지기 때문에 식생대 또한 달라진다. 고도가 낮은 지역에서는 교목대(喬木帶, 큰키나무띠)를 이루다가 고도가 높아지면서 에서는 관목대(灌木帶, 떨기나무띠)를 이루고, 그 이상에서는 초본대(草本帶, 풀띠) 및 지의대(地衣帶)를 이루게 된다.

## 구릉대
산자락의 구릉대는 산록대(山麓帶), 산밑대(山-帶), 산밑식물대(山-植物帶)라고도 하며, 온대 기준 식물의 수직 분포에서 교목대(喬木帶) 아래에 위치한다. 평지와 같은 식물이 자란다.

## 산지대
산지의 교목대(喬木帶)는 기후에 따라 달리 나타나며, 그 외에도 강우량과 계절 변화 등의 영향을 크게 받는다.

### 열대림
열대 지역의 산림에서는 비가 많이 내리는 저지대에서 열대다우림이 형성되며, 산지에서 운무림, 건기가 긴 곳에서는 우록림(우록수림)이라고도 불리는 열대낙엽수림과 사바나가 나타난다.
건기와 우기가 발달한 아열대 계절풍 지역의 산림에서는 우록림(우록수림), 열대초원(사바나), 사막 등이 형성되며, 건기가 짧은 곳에서는 아열대다우림이 나타난다.

### 온대림
난온대 지역의 산림에서는 상록활엽수림 및 경엽수림이 나타난다.
냉온대 지역의 산림에서는 하록림(하록수림)이라고도 불리는 낙엽활엽수림이 발달한다.

### 냉대림
냉대(아한대) 지역의 산림에서는 침엽수림이 나타난다.

## 아고산대
아고산대(亞高山帶) 또는 아고산식물대(亞高山植物帶)는 삼림한계선 바로 아래의 삼림대이다. 기후에 따라 아고산대가 나타나는 해발 고도도 달라지는데, 예를 들어 한국 남부의 한라산에서는 1,500m 이상, 한국 중부의 금강산에서는 1,200m 이상, 한국 북부의 백두산에서는 900~2,000m에 아고산대가 나타난다. 동남아시아의 열대 지역에서는 해발 4,000m 이상인 산지에 아고산대가 나타나기도 하며, 위도가 높은 스코틀랜드에서는 450m에 나타나기도 한다.

## 고산대
고산대(高山帶) 또는 고산식물대(高山植物帶)는 삼림한계선 이상에서 설선까지의 지대로, 큰키나무는 자랄 수 없으며, 키가 작은 고산식물이 자란다. 관목(떨기나무)과 풀 등이 자라는 고산관목림과 고산초원 및 선태류와 지의류가 자라는 고산툰드라를 이룬다. 한국에서는 고산대가 해발 2,000미터 안팎의 지역에 나타난다.

## 같이 보기
- 해안식물대